# Alexander Menne

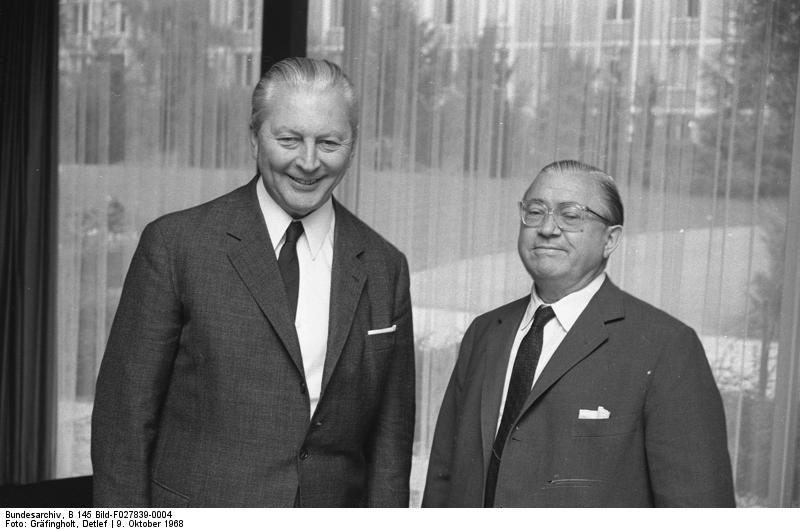
Wilhelm Alexander Menne (rechts) und Kurt Georg Kiesinger, 1967

Wilhelm Alexander Menne (* 20. Juni 1904 in Dortmund; † 13. März 1993 in Kronberg im Taunus) war ein deutscher Manager und Politiker (FDP).

## Leben und Beruf
Nach dem Besuch des Realgymnasiums in Dortmund absolvierte der Kaufmannssohn Alexander Menne eine Ausbildung zum Bankkaufmann. Er arbeitete zunächst als Industrie- und Exportkaufmann, wurde dann Manager in der Industrie und war von 1929 bis 1939 Vorstand bzw. Direktor des Unternehmens Gleno Paint Products in London. Bei Ausbruch des Zweiten Weltkriegs kehrte er nach Deutschland zurück. Von 1940 bis 1951 war er Vorstandsmitglied des Lackherstellers Glasurit-Werke Max Winkelmann AG in Hamburg bzw. Hiltrup (in Westfalen), aus dem später die Firma BASF Coatings hervorging.
Menne war seit 1940 Abteilungsleiter im Reichsministerium für Bewaffnung und Munition. 1943 wurde er wegen des Verdachts auf Wehrkraftzersetzung, Hochverrat, Heimtücke und Beleidigung des Führers von der Gestapo festgenommen und für zehn Monate inhaftiert. Anschließend tauchte er bis zum Kriegsende bei Bauern in Brandenburg unter.
Nach dem Zweiten Weltkrieg beteiligte sich Menne an der Entflechtung und Aufteilung der I.G. Farben. Er erhielt im Herbst 1945 die Zustimmung der Besatzungsmacht zur Gründung einer Vereinigung der chemischen Betriebe und war von 1946 bis 1956 Präsident des Verbandes der Chemischen Industrie (VCI). Zudem besetzte er zahlreiche weitere Ehrenstellen, etwa als Präsident der Deutsch-Amerikanischen Gesellschaft und von 1954 bis 1975 der Steuben-Schurz-Gesellschaft. Als Mitbegründer der Farbwerke Hoechst AG (vormals Meister Lucius & Brünung) war er von 1952 bis 1969 Vorstandsmitglied des Unternehmens in Frankfurt-Höchst. Außerdem fungierte er von 1949 bis 1968 als Vizepräsident des von ihm mitbegründeten Bundesverbandes der Deutschen Industrie (BDI). Er hatte zudem Aufsichtsratsmandate und war Rotarier.
Auch fungierte er als Vorsitzender des Ausstellungs- und Messe-Ausschusses der Deutschen Wirtschaft und des BDI-Atom- und BDI-Europaausschusses.
Alexander Menne war katholisch, verheiratet mit Marianne Menne, geborene Müller, hatte ein Kind und wohnte in Kronberg im Taunus, wo er 1993 auch starb.

## Partei
Menne war Mitglied der FDP.

## Abgeordneter
Menne gehörte dem Deutschen Bundestag von 1961 bis 1969 sowie vom 31. Mai 1972, als er für den ausgeschiedenen Abgeordneten Knut von Kühlmann-Stumm nachrückte, bis zur vorgezogenen Bundestagswahl 1972 an. Er war stets über die Landesliste der FDP Hessen ins Parlament eingezogen. Von 1965 bis 1969 war er Vorsitzender des Bundestagsausschusses für Wirtschaft und Mittelstandsfragen.

## Ehrungen
- Ehrendoktor (Dr. rer. pol. h. c.) der wirtschaftswissenschaftlichen Fakultät der Westfälischen Wilhelms-Universität Münster
- 1952: Großes Verdienstkreuz der Bundesrepublik Deutschland
- 1952: Ehrenmitglied der Deutschen Gesellschaft für Fettwissenschaft
- 1954: Stern zum Großen Verdienstkreuz der Bundesrepublik Deutschland
- 1956: Ehrenpräsident des VdCI
- 1960: Großes Silbernes Ehrenzeichen mit Stern der Republik Österreich
- 1968: Ehrenmitglied des BDI
- 1970: Wilhelm-Normann Medaille der Deutschen Gesellschaft für Fettwissenschaft
- 1976: Ehrenpräsident der Steuben-Schurz-Gesellschaft
- 1981: Wilhelm-Leuschner-Medaille
- 1983: Goldene AUMA-Medailla